# Jeanne Émilie de Villeneuve
Jeanne-Émilie de Villeneuve (Toulouse, 9 de marzo de 1811 - Castres, 2 de octubre de 1854). Fundó la Congregación de Nuestra Señora de la Inmaculada Concepción de Castres en 1836. Fue canonizada junto a Mariam Baouardy, María Cristina de la Inmaculada Concepción Brando y Marie-Alphonsine Ghattas, por el papa Francisco el 17 de mayo de 2015 en la Ciudad del Vaticano.

## Biografía
Jeanne Émilie de Villeneuve nació en Toulouse el 9 de marzo de 1811 y murió en Castres el 2 de octubre de 1854. Desde muy pequeña, vive en el castillo de Hauterive (cerca de Castres), dónde su madre enferma se ha retirado para cuidarse. Pierde a su madre a la edad de 14 años en 1825, poco después muere su hermana Octavie, en 1828.
Después de la muerte de su madre, vive algún tiempo en Toulouse donde su abuela asume su educación y la de sus hermanas. A los 19 años, Jeanne-Émilie regresa a Hauterive, donde administra la vida familiar, aliviando de esta tarea a su padre, entonces alcalde de Castres (de 1826 a 1830). Piensa entrar con “Las Hijas de la Caridad”. Pero, durante el tiempo de reflexión impuesto por su padre, funda (con el acuerdo de su Obispo), y en colaboración con dos compañeras, la congregación de Nuestra Señora de la Inmaculada Concepción, el 8 de diciembre de 1836. Rápidamente se conoce a la comunidad religiosa con el nombre de “Hermanas Azules de Castres” debido al color de su hábito.
En el anonimato de una casa de Castres, sirve a los más pobres con sus compañeras: a las jóvenes trabajadoras, a los enfermos, a las prostitutas, y a los presos. Pronto la congregación ve crecer el número de sus hermanas, y su fama se extiende a África (Senegal, Gambia, Gabón). 
La congregación no tenía más que 12 años y sólo unos 40 miembros cuando sonó la llamada de África en el corazón de Emilie. En efecto, es en 1847 cuando Emilie maduró el proyecto para enviar a las hermanas al Senegal. En 1848, después de una breve estancia en Gorée, la primera comunidad, formada de 4 hermanas, se estableció en Dakar. En el año 1849, la misión se extenderá a Gambia y luego a Gabón. Una preocupación, una ambición en el corazón de Emilie y de las valientes misioneras: "Ir donde nos llama la voz del pobre". Muy pronto esta misma voz se oirá en América Latina. Hoy la congregación, habitada por el mismo dinamismo, sigue respondiendo con el mismo espíritu y la misma generosidad a esa voz que la llama para extender su misión a través de cuatro continentes. Las hermanas, fieles a la intuición primera de Emilie queriendo ser discípulas de Jesús Salvador, fortalecen un único deseo: ofrecer el Evangelio y promover la vida, la paz y la justicia a través del compromiso misionario.
En 1853 Jeanne-Émilie de Villeneuve dimite de su cargo de Superiora General para ser sustituida por la Hermana Hélène Delmas. En 1854, la epidemia de cólera llegó a Castres y la Fundadora de las hermanas Azules morirá el 2 de octubre, rodeada de sus hermanas.

## El carisma de Émilie: La opción privilegiada por los pobres
Jeanne-Émilie hizo de la disponibilidad y del cuidado con los pobres una prioridad; tomó el riesgo de ir al encuentro de los excluidos, de los presos o pobres muchachas de las calles de Castres… Dedicó su vida a los cuidados de los enfermos, a la educación de los jóvenes, a la evangelización, a la oración y a la caridad. El carisma de Jeanne-Émilie de Villeneuve explica perfectamente el abanico y la diversidad de las competencias aplicadas por los miembros de la congregación: envío Misionero, educación, salud, social, participación en la vida de la Iglesia local.

## La Congregación de Nuestra Señora de la Inmaculada Concepción de Castres
En 1836, Jeanne Émilie de Villeneuve fundó en Castres (Francia) la Congregación de Nuestra Señora de la Inmaculada Concepción de Castres (constituciones aprobadas en 1842 y revisadas en 2004).
Su fuerte vocación misionaria se manifiesta sólo doce años después de la fundación de la Congregación en Senegal (1848). En la actualidad, esta Congregación dispone de escuelas, hospitales y obras parroquiales y sociales en los siguientes países (aparecen ordenados según el año de implantación): Francia (1836), Senegal (1848), Gambia (1848), Gabón (1849), España (1903), Italia (1904), Brasil (1904), Argentina (1905), Paraguay (1939), Uruguay (1957), México (1982), Benín (1988), República Democrática del Congo (1990), Bolivia (1992), Venezuela (1996) y Filipinas (1997). Otros países donde en algún momento la Congregación ha dispuesto de sede permanente han sido Portugal (1886-1910), Guinea Ecuatorial (1897-1918) y Camerún (1915-1916).
En Roma la congregación dispone de una residencia para acogida de peregrinos denominada Il Romitello.

## La misión de la congregación y su proyecto
Generalmente, si las hermanas Azules sirven a “solo Dios” según la divisa de su fundadora, es en el encuentro con los pobres donde están a su servicio. En el espíritu mismo de su fundadora, serán pues enviadas a los lugares de pobreza:
- en misión de proximidad con la gente del barrio, allí donde viven,
- en la vida asociativa y parroquial,
- en distintos medios profesionales, en particular con los pobres, las personas en situación de fragilidad,
- con los presos, los niños de las calles, las mujeres prostitutas o, violentadas
- en la promoción de la mujer, la pastoral de los niños.

## Historia de la causa de Jeanne-Émilie
Cuando la Iglesia quiere dar en ejemplo a los cristianos uno de sus miembros difuntos, pone en marcha para él, un proceso de beatificación (El o ella será declarado/a “beato/a”) concluido normalmente por la canonización. El beato/a es entonces proclamado/a santo/a. Lo que es un signo de su participación a la santidad de Dios…

### El proceso de Beatificación
Durante el Generalato de Madre Sylvie Azaïs, Superiora General de 1921 a 1936, se comenzó a copiar y clasificar algunos documentos manuscritos para profundizar en el conocimiento de la espiritualidad de la Madre Jeanne Emilie de Villeneuve. Es en 1945 cuando la Superiora General Madre Marie Agathe Vernadat (1936 - 1947) comenzó el estudio de los escritos de la Madre Fundadora, para la Causa de Beatificación.
El 18 de agosto de 1947, durante el Capítulo General, Madre Germaine Sapène, Superiora General, comunica la decisión del Consejo de introducir en Roma el Proceso de la Causa de Beatificación de la Madre Fundadora, Jeanne-Emilie de Villeneuve. El proceso comenzó el 25 de agosto de 1948 bajo la Presidencia del Arzobispo de Albi, Monseñor Moussaron. Como la Causa se ponía en marcha 94 años después de la muerte de la Sierva de Dios, se la consideraba como “causa histórica”.
La apertura del Proceso Diocesano tuvo lugar el 25 de agosto de 1948. El 20 de noviembre de 1948 tuvo lugar la exhumación del cuerpo de Jeanne-Emilie de Villeneuve. La inhumación de los huesos de la Sierva de Dios se realizó el 18 de agosto de 1949. Las sesiones del Tribunal Diocesano terminaron en febrero de 1950 y, en el mes de marzo de 1950, se transfirió el Proceso a Roma. La Positio sobre las virtudes se aprobó el 10 de octubre de 1984. El 6 de julio de 1991 tuvo lugar la “Lectura del decreto de la heroicidad de las virtudes” delante del Papa, que autorizó la promulgación, que fue oficial el 9 de octubre de 1991.

### El primer milagro
En el mes de febrero de 1995, Binta Diaby, joven africana, hospitalizada en Barcelona, España, de una peritonitis aguda, se cura por la intercesión de la Sierva de Dios Jeanne Emilie de Villeneuve. Una curación que tuvo lugar después de la visita, a la joven, de las hermanas Azules de una comunidad vecina, y de la novena que habían comenzado Los médicos reconocieron la curación y se envió el expediente de Binta Diaby a Monseñor Ricard María Carles y Gordó, Obispo de Barcelona, el 27 de marzo de 2003. El Tribunal Diocesano, que comenzó el 16 de mayo de 2003, se concluyó el 29 de octubre de 2003. Las actas del proceso se trajeron a Roma el 31 de octubre de 2003 y el 4 de febrero la Congregación para la Causa de los Santos promulgó el decreto de validez. En la consulta Médica de la Congregación de la Causa realizada el 16 de febrero de 2006, los miembros reconocieron por unanimidad que la medicina no podía explicar la curación en cuestión. Y eso fue reconocido también por los Teólogos, los Cardenales y los Obispos. El 17 de diciembre de 2007 el papa Benedicto XVI autorizó la emisión del decreto sobre el milagro de la curación de Binta Diaby, atribuido a Jeanne Émilie de Villeneuve.

### La beatificación en 2009
La Congregación de la Causa de los Santos promulgó, el 17 de diciembre de 2007, el decreto sobre el milagro. 
Jeanne-Emilie de Villeneuve fue beatificada por el Cardenal Angelo Amato, Prefecto de la Congregación para la Causa de los Santos en una ceremonia de beatificación organizada en Castres (Tarn, Francia) el 5 de julio de 2009.

### El segundo milagro
Para la canonización de la Beata Jeanne-Emilie de Villeneuve, la Postulación presentó el caso de la curación de la niña Emilly Maria de Souza, nacida el 2 de agosto de 2007 en Orocó, Pernambuco en Brasil. El 5 de mayo de 2008, Emilly tenía apenas 9 meses, y estaba jugando con el cable de un ventilador. Puso su dedo en el enchufe y recibió una descarga eléctrica. Se la encontró ocho minutos después, paralizada y gimiendo
Al llegar a urgencias del hospital, Emilly estaba morada, desmayada, sin pulso ni respiración: tenía un paro cardiaco. El médico que la visitó dijo: vuestra hija está muerta ¿qué quieren que haga? El padre suplicó no está muerta. Haga todo lo que pueda! El médico de guardia Dr Jairo de Lima Ferreira trató de reanimar a la niña. Normalmente los médicos lo hacen durante 20 minutos. Con Emilly lo hizo durante 1 hora. Cuando el corazón empezó a dar el primer signo de vida, cogió una ambulancia y la llevó al hospital Dom Malan.
Estuvo allí 10 días, y después, 6 días en pediatría. El médico que la acompañaba decía a la familia: si Emilly sale de aquí con vida no podrá ni ver, ni oír, ni hablar y menos andar. Salió del hospital el 20 de mayo y efectivamente no veía, no hablaba, no hacía más que llorar con la cabeza hacia atrás porque no la sostenía.
El 21 de mayo se empezó una novena a Emilie de Villeneuve. La novena se terminó el 29 y el 30, a las 6 de la tarde su estado clínico cambió completamente. Emilly a partir de ese momento comenzó a desarrollarse como una niña normal con las características de su edad. Hoy es una hermosa niña, alegre y comunicativa.
La iniciativa para invocar a la Beata Jeanne-Emilie de Villeneuve vino de la Hermana Ana Célia de Oliveira, religiosa de la Congregación de Nuestra Señora de la Inmaculada Concepción, que conocía al abuelo de Emilly, el Sr. Rafael y a su familia. Cuando la Hermana Ana Célia recibió la noticia del accidente de la nieta del Sr. Rafael, comenzó a invocar a la Fundadora ante una imagen que tenía una reliquia. Esta imagen se la dio a la familia de la niña, que comenzó a rezar pidiendo la intercesión de la Bienaventurada; se colocó la imagen con la reliquia debajo de la cabeza de la niña. La oración en común, intensa, claramente sin ambigüedad y antes de la curación, se desarrolló en un ambiente de fe.
Eso tuvo lugar después de la promulgación del Decreto sobre las virtudes heroicas, pero antes de la ceremonia de Beatificación. Por eso se dio un indulto pontifical con el fin de poder proseguir la investigación diocesana sobre el milagro. El reconocimiento del milagro tuvo lugar del 13 de septiembre de 2011 al 12 de junio de 2012. Se constituyó el Tribunal Diocesano el 13 de septiembre en Petrolina. En la consulta Médica, realizada el 6 de marzo de 2014, los Expertos unánimes, se pronunciaron sobre el diagnóstico “paro cardiaco respiratorio prolongado después de la descarga eléctrica” y consideraron sobre todo la ausencia de consecuencias neurológicas, que la ciencia no puede explicar.

### La canonización en 2015
El 25 de septiembre de 2014 el Congreso de los Consultores Teólogos, consideraron la curación de la niña, como un milagro obtenido por la intercesión de la Beata Jeanne Emilie de Villeneuve.
El papa Francisco autorizó a la Congregación para la Causa de los Santos a promulgar el decreto sobre el milagro el 6 de diciembre de 2014 y declaró su canonización el 17 de mayo del 2015.